# Mỹ Thanh
Mỹ Thanh là một xã thuộc huyện Bạch Thông, tỉnh Bắc Kạn, Việt Nam.

## Địa lý
Xã Mỹ Thanh có vị trí địa lý:
- Phía Bắc giáp xã Nguyên Phúc và xã Cao Sơn
- Phía Đông giáp xã Cao Sơn và huyện Na Rì
- Phía Nam giáp huyện Chợ Mới và thành phố thành phố Bắc Kạn
- Phía Tây giáp xã Nguyên Phúc và thành phố Bắc Kạn.

Xã Mỹ Thanh có diện tích 33,10 km², dân số năm 2022 là 2.264 người, mật độ dân số đạt 69 người/km².
Xã Mỹ Thanh có diện tích 32,92 km², dân số khoảng 2.264 người, mật độ dân số đạt 69 người/km². Sông Cầu sau khi nhận nước từ sông Nà Cú chảy vào xã Mỹ Thanh, dòng chảy sông Cầu tại xã quanh co và đổi hướng liên tục, ngoài ra, trên địa bàn còn có hai phụ lưu nhỏ nằm ở tả ngạn là suối Chang và khuổi Lung.

## Hành chính
Xã Mỹ Thanh được chia thành 07 thôn bản: Khau Ca, Bản Luông, Phiêng Kham, Cây Thị, Bản Châng, Nà Cà, Thôm Ưng